# Goal Directed Project Management
Goal Directed Project Management (GDPM, im deutschen Sprachraum auch Zielgerichtetes Projektmanagement genannt; im Weiteren als ZGPM bezeichnet) ist eine Projektmanagementmethode, die von Erling S Andersen, Kristoffer Grude, Tor Haug entwickelt wurde. 
Die Vorgehensweise wurde von Coopers & Lybrand (einer Vorgängerfirma der heutigen PricewaterhouseCoopers) konzipiert und wurde in Deutschland von der PricewaterhouseCoopers AG Wirtschaftsprüfungsgesellschaft weiterentwickelt und für ihre Beratungsprojekte eingesetzt. Der erfolgreiche praktische Einsatz ist in vielen Projekten in den unterschiedlichsten Branchen bewiesen worden.
Grundlage dieser Vorgehensweise bilden statistische Untersuchungen, die belegen, dass die meisten Planabweichungen in Projekten in den frühen Phasen bei der Zielsetzung, der Planung und/oder der Projektorganisation ihren Ursprung haben. In dieser Planungsphase eines Projekts entstehen mehr als 80 Prozent aller Probleme, die durch die konsequente Anwendung einer Projektmanagementmethodik vermieden werden können.
ZGPM ist deshalb eine Vorgehensweise, die auf die Phasen der Projektplanung fokussiert und die Stärke der Methodik ist in der umfassenden Beschreibung und Planung des Projektverlaufs zu sehen. Dennoch unterstützt ZGPM den gesamten Projektlebenszyklus und bietet auch die Möglichkeit die Projektdurchführung zu kontrollieren und entsprechend zu steuern. Insbesondere definiert ZGPM einen Rahmen für eine effiziente Fortschrittskontrolle und Projektsteuerung, ein aussagekräftiges Berichtswesen und die Budgetüberwachung.
ZGPM sieht Projekte in einem ganzheitlichen Ansatz als Zusammenwirken von Personal, Systemen und Organisation (PSO-Ansatz). Deshalb ist ein aktives Wissens- und Kommunikationsmanagement (Change Management) auch stets integraler Bestandteil des Projektmanagements nach ZGPM.
ZGPM basiert dabei auf drei zentralen Basiskomponenten, die aufeinander aufbauen und miteinander verzahnt sind:

## Meilensteinplan
Der Meilensteinplan stellt das zentrale Element des ZGPM dar. Er wird zu Beginn eines jeden Umsetzungsprojektes mit dem Projektteam der jeweiligen Organisationseinheit detailliert ausgearbeitet und anschließend mit dem zentralen Koordinationsteam abgestimmt. In diesem Schritt erfolgt auch die Harmonisierung der Detailplanungen im Sinne des Programmmanagements. Die Meilensteine beschreiben, was erreicht werden soll.

## Aktivitätenplanung
In der Aktivitätenplanung wird festgelegt, wie der zugeordnete Meilenstein zu erreichen ist und welche Personen (intern und extern) daran beteiligt sind. Hier erfolgt auch die Kommunikation mit dem Projektteam.

## Rollen und Verantwortlichkeiten
Durch die verbindliche Einbeziehung und Verpflichtung aller Beteiligten wird die Beteiligung aller Einheiten (Abteilungen, Funktionen etc.) am Projekt definiert und die Klammer zwischen der strategischen und der operativen Ebene gebildet. 
Im Rahmen der Fortschrittsüberwachung können Projektfortschritt, Budgetverbrauch und aktuelle Risikosituation erfasst werden. Dabei erfolgt in regelmäßigen Abständen ein Plan-Ist-Vergleich des Projektstatus. Auf dieser Basis erfolgt die tiefergehende Analyse, sodass rechtzeitig gezielte Steuerungsmaßnahmen dem Lenkungsausschuss vorgeschlagen und durch die Projektleitung ergriffen werden können.

## Stärken von ZGPM
ZGPM ermöglicht eine übersichtliche Planung und Berichterstattung zur effizienten Projektsteuerung und Kommunikation mit den Projektmitgliedern. Die Methodik hat gerade dann eine deutliche Stärke, wenn sich das Projekt durch eine hohe Komplexität auszeichnet, indem Planung, Steuerung und Berichterstattung auf einer DIN-A4-Seite möglich sind, eine rollierende Planung auf der Aktivitätenebene erfolgt. 
Die Planungs- und Steuerungsinformationen können adressatengerecht hierarchisch geschichtet und skaliert werden, was einer „Konzentration auf das Wesentliche“ dient.
Die gleichgewichtige Berücksichtigung sowohl des Personals als auch der Systeme und Organisationsstruktur kann die Projektrisiken verringern und die Ergebnisqualität erhöhen.